# Chbany
Chbany (in tedesco Kwon) è un comune della Repubblica Ceca facente parte del distretto di Chomutov, nella regione di Ústí nad Labem.